# Pennilabium aurantiacum
Pennilabium aurantiacum är en orkidéart som beskrevs av Johannes Jacobus Smith. Pennilabium aurantiacum ingår i släktet Pennilabium och familjen orkidéer. Inga underarter finns listade i Catalogue of Life.